# Micro-région de Kőszeg
La micro-région de Kőszeg (en hongrois : kőszegi kistérség) est une micro-région statistique hongroise rassemblant plusieurs localités autour de Kőszeg.